# Skiunfall
Als Skiunfälle bzw. Schiunfälle bezeichnet man Unfälle einzelner oder mehrerer Skiläufer mit dadurch verursachten Verletzungen.

## Unfallstatistik
Skiunfälle machen in den Alpenländern, wo etwa 20–30 Millionen Wintersportler je Saison sind, etwa ein Drittel aller Sportunfälle aus – was in etwa der Zahl der Verkehrsunfälle entspricht, die aber bei weitem folgenschwerer sind.
In Österreich sind nach einer Statistik des Institutes Sicher leben jährlich etwa 60.000 Skifahrer oder 0,7 bis 0,8 Prozent der 8 Millionen Skifahrer (2 Mill. Österreicher und 6 Mill. Ausländer) von einem Skiunfall betroffen. Nach der Freizeit-Unfallstatistik des Kuratoriums für Schutz und Sicherheit kam es 2003 in Österreich zu rund 199.000 Sportunfällen (24 % aller Unfälle), wovon 246 tödlich endeten. Skiunfälle ereigneten sich 65.000 mit ca. 15 Unfalltoten. Im Straßenverkehr gab es vergleichbar viele Unfälle, aber 60-mal so viele Todesopfer (57.800 zu 931).
Für eine komplette Unfallstatistik des Wintersports werden noch die Lawinenunfälle hinzugezählt, soweit sie von Tourenskigängern und Offpistenfahrern verursacht werden.
Von den sportbetreibenden Personengruppen sind besonders verletzungsgefährdet:
1. junge Pistenbenutzer
2. untrainierte Personen, die den Kraftaufwand der Pistenaktivität unterschätzen
3. Personen ab dem 45. Lebensjahr

Die verschiedenen alpinen Wintersportarten (Skifahren, Snowboarden, Freestyle, Newschool Skiing etc.) sind laut DSV-Unfallstatistik im Verhältnis zu der Anzahl der ausübenden Personen nicht prinzipiell verschieden gefährlich.

## Häufigste Verletzungsarten
Während früher unter den Verletzungsarten die Beinbrüche vorherrschten (vor allem Unterschenkel und Knöchel), haben sie sich in den letzten Jahrzehnten infolge besserer Sicherheits- bzw. Skibindungen auf Verletzungen anderer Art verlagert.
Eine weitere Veränderung der Unfallstatistik brachten die festeren bzw. höheren Skischuhe. Deren größere Sicherheit wird aber durch höhere Fahrgeschwindigkeiten konterkariert, wobei (relativ gesehen) die Brüche an Schienbein und/oder Wadenbein zugenommen haben, ebenso wie Verletzungen der Sehnen und Bänder des Knies und anderer Körperteile.
Die klassischen Skiverletzungen der vergangenen Jahre waren die Kreuzband- und Seitenbandrisse im Knie, beim Snowboarder heute hingegen Verletzungen der Arme.
Durch die zunehmende härteren Kunstschneepisten kommen auch Verletzungen der Schultern, bei Eis und durch Skistöcke jedoch auch der Hände häufiger vor. Die klassischen Verletzungen in nassem Sulzschnee oder in Bruchharsch, wie Drehbrüche im Bein, sind seit den 1980ern seltener geworden.
Die zunehmende Frequenz und Geschwindigkeit auf den Skipisten bewirkt auch einen wachsenden Prozentanteil von Kopfverletzungen, die Carving-Technik mit „Katapultstürzen“ auch Verletzung an Rücken und Stützapparat. Daher wird das Tragen eines Schutzhelmes empfohlen, im Skirennlauf sind heute auch Rückenprotektoren Standard.

## Stürze, Kollisionen und Skibindungen
Die meisten Stürze mit Verletzungsfolgen sind selbstverschuldete Einzelstürze. Häufigste Unfallursachen sind Stürze bei hoher Fahrgeschwindigkeit, gefolgt von Zusammenstößen zweier Skifahrer. Seltener, aber folgenschwer können langsame Drehstürze – z. B. in schwerem (nassem) Schnee und bei Skitouren – sein, sowie das Einfädeln in feste Hindernisse, wie Stangen oder Gebüsch. Kollisionen mit anderen Pistenteilnehmern machen nur einen relativ kleinen Teil der Skiunfälle aus, sind aber teilweise schwerer – besonders wenn Kinder betroffen sind.
Untersuchungen ergaben, dass 90 % der Skifahrer mit Bindungen unterwegs sind, die nicht optimal eingestellt sind, und immerhin jeder zweite Wintersportgast eine Bindung benutzt, deren Einstellung außerhalb der Toleranz liegt. Daher kann beim selbstverschuldeten Einzelsturz durchaus ein Mitverschulden des Skiverkäufers bzw. des Sportgeschäfts bestehen.

## Unfallkosten und Versicherung
Die Kosten einer medizinischen Behandlung nach einem Skiunfall übernimmt zwar in der Regel die gesetzliche Sozial- bzw. Krankenversicherung, nicht jedoch jene der Bergung. Wenn dafür nicht der Skiliftbetreiber, ein Pistendienst o. ä. aufkommt, können beachtliche Kosten anfallen – insbesondere wenn eine Hubschrauber-Bergung erforderlich sein sollte.
Versicherungen bieten für die wichtigsten Fälle eigene Pakete für den Wintersport an. Solche private Unfallversicherungen tragen die anfallenden Kosten – und oft auch eine bessere Versorgungsklasse im Krankenhaus – ebenso wie eine klassische Reiseversicherung. Einen eingeschränkten Versicherungsschutz bieten auch verschiedene Kreditkarten, Mitgliedschaften bei alpinen Vereinen und ein teilweise damit vergleichbarer Schutzbrief von ÖAMTC oder ADAC.
Sollte durch einen Unfall ein dauerhafter Gesundheitsschaden zurückbleiben, bzw. wird die betroffene Person teilweise erwerbsunfähig, dann wird eine Rente im Regelfall nur seitens einer privaten Versicherung bezahlt. Wieweit sich dies im Pensionsalter ändert, hängt vom Sozialversicherungsrecht des jeweiligen Staates ab.
Bei teilweisem oder vorwiegendem Fremdverschulden spielen Fragen der Haftpflicht eine Rolle, die neben Personen- auch Sachschäden betrifft. In den meisten Fällen ist der dann verpflichtende Schadenersatz durch eine Haftpflichtversicherung gedeckt.

## Pistenregeln und Alkohol
Als allgemein verbindlich gelten seit längerem die zehn Pistengebote der FIS, die 1967 formuliert wurden und in Broschüren nachzulesen oder bei vielen Liften bzw. Skischulen angeschlagen sind. Ihre Quintessenz fasste etwa das Landgericht Nürnberg in einem Zivilprozess um einige tausend Euro folgendermaßen zusammen:

„Skifahrer müssen ihre Fahrweise so gestalten, daß sie keinen anderen unnötig gefährden. Sie haben sich aufmerksam und vorausschauend zu verhalten. Ihre Geschwindigkeit darf nicht höher sein, als ihr fahrerisches Können und die örtlichen Gegebenheiten es erlauben.“

Diese Verhaltensregeln und die entsprechende Vorsicht sind auch in anderen Bereichen eigentlich selbstverständlich, sodass eine allfällige Nichtkenntnis der „10 Gebote“ keineswegs vom Schadensersatz befreit. Wurden die üblichen Regeln im Vorfeld eines Unfalls erheblich missachtet, kann dies eine Versicherung von der Pflicht zur Zahlung entheben. Besonders trifft dies bei Vorsätzlichkeit der Verletzung oder des Schadens zu, aber auch bei Beeinträchtigungen durch Alkohol, Suchtgifte oder Medikamente. Gerade in Österreich haben die FIS-Regeln und auch die POE-Regeln (Pistenordnungsentwurf) vielfach Eingang in die Rechtsprechung gefunden. Sie sind zwar keine gültigen Rechtsnormen, auch nicht Gewohnheitsrecht, ihnen kommt aber als Zusammenfassung der Sorgfaltspflichten, die bei der Ausübung des alpinen Skisportes zu beachten sind, und bei der Anwendung des allgemeinen Grundsatzes, dass sich jeder so verhalten muss, dass er keinen anderen gefährdet, erhebliche Bedeutung zu.

## Skiunfälle prominenter Persönlichkeiten
- Michael Kennedy 1997
- Michael Schanze 2003
- Dieter Althaus 2009
- Eberhard Martini 2009
- Natasha Richardson 2009
- Friso von Oranien-Nassau 2012
- Michael Schumacher 2013
- Gaspard Ulliel 2022
- Dieter Gruschwitz 2022